# Anton Bogetić
Anton Bogetić (* 24. April 1922 in Premantura, Königreich der Serben, Kroaten und Slowenen; † 19. April 2017 in Pula, Kroatien) war römisch-katholischer Bischof von Poreč-Pula.

## Leben
Anton Bogetić wurde in der istrischen Ortschaft Premantura geboren. Er besuchte das Gymnasium in Koper. Sein Theologie- und Philosophiestudium absolvierte Bogetić in Rom. Seine Priesterweihe fand am 29. Juni 1946 in Poreč statt. Als Kaplan war er von 1946 bis 1947 in der Pfarrgemeinde der Hl. Lucia von Labin in Poreč, 1947 bis in das Jahr 1950 als Pfarrer im istrischen Labin pastoral tätig gewesen. Bogetić übernahm von 1950 bis 1952 die Aufgabe des bischöflichen Sekretärs im Bistum Poreč und Pula. Von 1962 bis 1967 war er Spiritual am Priesterseminar von Pazin. Generalvikar im Bistum Poreč und Pula war Anton Bogetić von 1967 bis 1980. Als christlicher Missionar war er vierjährig von 1980 bis in das Jahr 1984 in Argentinien tätig.
Papst Johannes Paul II. ernannte ihn am 27. Januar 1984 zum Bischof von Poreč und Pula. Die Bischofsweihe spendete ihm der Erzbischof von Zagreb, Franjo Kardinal Kuharić, am 28. April desselben Jahres. Mitkonsekratoren waren der Erzbischof von Rijeka-Senj, Josip Pavlišić, und sein Amtsvorgänger Dragutin Nežic.
Nach insgesamt 51 Jahren Seelsorgetätigkeit als römisch-katholischer Pfarrer und 13 Jahren als Bischof von Poreč und Pula, ging Bischof Anton Bogetić am 18. November 1997 in den Ruhestand. Seinen altersbedingten Rücktritt nahm Johannes Paul II. an.